# Pipistrellus westralis
Pipistrellus westralis (Koopman, 1984) è un pipistrello della famiglia dei Vespertilionidi endemico dell'Australia.

## Descrizione

### Dimensioni
Pipistrello di piccole dimensioni, con la lunghezza della testa e del corpo tra 34,5 e 42 mm, la lunghezza dell'avambraccio tra 27,4 e 30 mm, la lunghezza della coda tra 29 e 37 mm, la lunghezza delle orecchie tra 8 e 11 mm e un peso fino a 3,3 g.

### Aspetto
Le parti dorsali sono grigio scure o nerastre con la base dei peli più scura, mentre le parti ventrali sono leggermente più chiare. Il muso è largo ed appiattito. Le orecchie sono marroni, corte, triangolari e con l'estremità appuntita. Il trago è corto, largo e smussato. Le membrane alari sono marroni e attaccate posteriormente alla base delle dita dei piedi, i quali sono grandi. La coda è lunga ed è completamente inclusa nell'ampio uropatagio. Il calcar è lungo e provvisto di un lobo terminale.

## Biologia

### Comportamento
Il volo è altamente manovrato.

### Alimentazione
Si nutre di insetti.

### Riproduzione
Danno alla luce un piccolo alla volta tra giugno e luglio.

## Distribuzione e habitat
Questa specie è diffusa lungo le coste settentrionali dell'Australia occidentale, Territorio del Nord e del Queensland nord-occidentale.
Vive nelle mangrovie, foreste paludose di Melaleuca e boschi di Pandanus.

## Conservazione
La IUCN Red List, considerato il vasto areale e la popolazione presumibilmente numerosa, classifica P.westralis come specie a rischio minimo (Least Concern)).